# Wireframe
Der Ausdruck Wireframe wird in verschiedenen Bereichen der Informationstechnik verwendet.

## Terminus
Übersetzt bedeutet das englische Wort so viel wie „Drahtgerüst“.
Der Ausdruck bezeichnete ursprünglich eine sehr einfache Schneiderpuppe, also gewissermaßen einen dreidimensionalen Kleiderbügel in Größen wie „M“ oder „XXL“ und in der Formgebung „männlich“ oder „sehr weiblich“.

## Computergrafik
Wireframes werden vor allem im Computer-aided Design zur Darstellung dreidimensionaler Objekte verwendet. Hierbei werden lediglich Körperkanten oder auch Hilfslinien gezeichnet (Drahtgittermodell).

## Web-Entwicklung
Anders als ein „Mock-up“ ‒ ein visueller Prototyp ‒ wird der Begriff Wireframe (Drahtmodell) dazu benutzt, einen sehr frühen konzeptionellen Entwurf einer Website oder eines Software-Frontends darzustellen. Dabei spielt die Gestaltung und Funktion noch keine Rolle. Das Augenmerk liegt auf der Anordnung von Elementen und der Benutzerführung (UX, Benutzererfahrung).
Es gibt zwei Arten eines Wireframes:
- Zum einen statische Wireframes: Dies ist eine schematische Darstellung einer einzelnen Seitenvorlage. Hier werden die grundlegenden Elemente der Seite festgehalten. Ein konzeptionelles Layout sollte erkennbar sein; ein vollendetes Design ist nicht notwendig.
- Des Weiteren gibt es auch dynamische Wireframes. Diese bestehen aus mehreren Seiten, die als funktioneller Prototyp interaktiv miteinander verknüpft sind. So ist eine Navigation von einer zur anderen Seite möglich. Dynamische Wireframes werden häufig durch einen beiliegenden Navigationsbaum oder ein Flussdiagramm ergänzt, welche beide die Struktur abstrahieren und leichter verständlich machen.

Es reicht also aus, grafische Komponenten nur sehr rudimentär abzubilden, da es bei einem Wireframe – sei er nun statisch oder dynamisch – in erster Linie um die Konzeption und nicht um das Design geht.